# G. I. Jane
A G. I. Jane (eredeti cím: G.I. Jane) 1997-ben bemutatott amerikai háborús filmdráma, melyet 	
David Twohy forgatókönyvéből Ridley Scott rendezett. A főbb szerepekben Demi Moore, Viggo Mortensen és Anne Bancroft látható.
Az Amerikai Egyesült Államokban 1997. augusztus 22-én mutatták be a mozikban. A film bevételi és kritikai szempontból is megbukott. 50 millió dolláros költségvetéséhez képest csupán 48 millió dollár termelt. Demi Moore alakításáért megkapta a legrosszabb női főszereplőnek járó Arany Málna díjat.

## Cselekmény
Jordan O'Neill (Demi Moore) ambiciózus katonatisztnő, aki különböző politikai csatározások és egy szenátornő közbenjárására egyedüli nőként vehet részt a "Navy Seal" elitegység kiképző programjában. A film küzdelemről, fizikai és szellemi szenvedésről, politikai csatározásokról, helytállásról és beilleszkedésről szól.

## Szereplők
| Színész              | Szerep                             | Magyar hang      |
| -------------------- | ---------------------------------- | ---------------- |
| Demi Moore           | Jordan O'Neil hadnagy              | Szabó Gabi       |
| Viggo Mortensen      | John James 'Jack' Urgayle, a Főnök | Epres Attila     |
| Anne Bancroft        | Lillian DeHaven szenátorasszony    | Földi Teri       |
| Jason Beghe          | Royce                              | Bozsó Péter      |
| Daniel von Bargen    | Theodore Hayes                     | Szersén Gyula    |
| John Michael Higgins | Kabinetfőnök                       | Harmath Imre     |
| Kevin Gage           | Max Pyro kiképzőőrmester           | Rosta Sándor     |
| David Warshofsky     | Johns kiképzőőrmester              | Sztarenki Pál    |
| David Vadim          | Cortez őrmester                    | Debreczeny Csaba |
| Morris Chestnut      | McCool                             | Bognár Tamás     |
| Josh Hopkins         | F. Lee 'Flea' Montgomery           | Welker Gábor     |
| Jim Caviezel         | 'Slov' Slovnik                     | Csőre Gábor      |
| Boyd Kestner         | 'Wick' Wickwire                    | Németh Kristóf   |
| Angel David          | Newberry                           | Galambos Péter   |

## Díjak
- Demi Moore 1998-ban, a 18. Arany Málna-gálán megnyerte a legrosszabb női főszereplőnek járó Arany Málna díjat.